# 法音寺 (米沢市)
法音寺（ほうおんじ）は、山形県米沢市にある真言宗豊山派の寺院。山号は八海山。本尊は大日如来。上杉家の菩提寺である。737年に諸国を巡っていた藤原政照（戒名：法音大居士）の菩提を弔うために建てられた。

## 歴史
- 天平9年（737年） - 越後、八海山の麓（現在の新潟県南魚沼市）の地に、聖武天皇の勅命により創建される。
- 建久8年（1197年） - 源頼朝の祈願寺となる。
- 天正年間 - 上杉謙信の祈願寺となり春日山に移される。
- 慶長6年（1601年） - 上杉景勝が、会津を経て米沢に移封されたことに伴い、米沢城二の丸に建立される。
- 明治3年（1870年） - 神仏分離令等により、上杉家廟所のある現在の地に移転。現在に至る。

## 文化財

### 重要文化財
- 金銅密教法具（五鈷杵1口、種子五鈷鈴2口） 種子五鈷鈴のうち1口に貞応三年、1口に仁治二年の刻銘がある（貞応3年は1224年、仁治2年は1241年）[1][2]

### 山形県指定文化財
- 有形文化財
  - 銅造毘沙門天立像（彫刻） - 「泥足毘沙門天」として知られ、上杉謙信が崇拝して日々祈りを込めたと伝える。2022年（令和4年）4月5日指定[3]。

### その他
- 菅谷不動尊像
- 善光寺如来尊像（川中島の戦いの際、信濃より遷された三国伝来の善光寺本尊流転説のある像）